# Copa América 1983
Copa América 1983 – trzydzieste drugie mistrzostwa kontynentu południowoamerykańskiego odbyły się w 1983 roku. Wzięło w nich udział 10 reprezentacji narodowych. Po raz trzeci z rzędu turniej nie rozgrywano w jednym państwie, lecz we wszystkich krajach uczestników turnieju. Drużyny podzielono na trzy trzyzespołowe grupy. Zwycięzcy grup awansowali do półfinałów, gdzie czekał poprzedni zwycięzca turnieju – zespół Paragwaju, zaś zwycięzcy tej fazy awansowali do finału (zarówno w półfinale, jak w finale rozgrywane były dwumecze).

## Uczestnicy

### Argentyna
| Zawodnik                        | Klub                            |
| ------------------------------- | ------------------------------- |
| José Luis Brown                 | Atlético Nacional               |
| Juan Carlos Bujedo              | Vélez Sarsfield Buenos Aires    |
| Jorge Luis Burruchaga           | CA Independiente                |
| Julián Camino                   | Estudiantes La Plata            |
| Néstor Rolando Clausen          | CA Independiente                |
| Ubaldo Matildo Fillol           | Argentinos Juniors Buenos Aires |
| Ricardo Alberto Gareca          | Boca Juniors                    |
| Oscar Alfredo Garré             | Ferro Carril Oeste              |
| Ricardo Omar Giusti             | CA Independiente                |
| Ruben Darío Insúa               | San Lorenzo de Almagro          |
| Omar Roberto Jorge              | Vélez Sarsfield Buenos Aires    |
| Claudio Marangoni               | CA Independiente                |
| Roberto Mouzo                   | Boca Juniors                    |
| Alberto José Márcico            | Ferro Carril Oeste              |
| Julio Jorge Olarticoechea       | River Plate                     |
| José Daniel Ponce               | Estudiantes La Plata            |
| Nery Alberto Pumpido            | Vélez Sarsfield Buenos Aires    |
| Víctor Ramos                    | Newell’s Old Boys Rosario       |
| Jorge Roberto Rinaldi           | San Lorenzo de Almagro          |
| Miguel Angel Russo              | Estudiantes La Plata            |
| Alejandro Sabella               | Estudiantes La Plata            |
| Enzo Héctor Trossero            | CA Independiente                |
| Trener: Carlos Salvador Bilardo |                                 |

### Boliwia
| Zawodnik                 | Klub                   |
| ------------------------ | ---------------------- |
| Miguel Aguilar           | Oriente Petrolero      |
| Carlos Arias Torrico     | Club Bolívar           |
| Carlos Fernando Borja    | Club Bolívar           |
| Jorge Camacho            | Petrolero Cochabamba   |
| Edgar Castillo           | Club Blooming          |
| Rolando Coimbra          | Guabirá Montero        |
| José Milton Melgar       | Club Blooming          |
| Ovidio Donacio Mezza     | Club The Strongest     |
| David Augusto Paniagua   | Club Blooming          |
| Roberto Pérez            | Guabirá Montero        |
| Silvio Edmundo Rojas     | Club Blooming          |
| Erwin Romero             | Club Bolívar           |
| Fernando Salinas         | Club Bolívar           |
| Eduardo Terrazas         | Club Blooming          |
| Carlos Urizar            | Club Bolívar           |
| Edgar Vaca               | Guabirá Montero        |
| Ramiro Vargas            | Club Bolívar           |
| Johnny Villaroel         | Club Jorge Wilstermann |
| Trener: Wilfredo Camacho |                        |

### Brazylia
| Zawodnik                                      | Klub                   |
| --------------------------------------------- | ---------------------- |
| Emerson LEÃO                                  | Corinthians Paulista   |
| José LEANDRO De Souza Ferreira                | CR Flamengo            |
| MÁRCIO Rossini                                | Santos FC              |
| MOZER – José Carlos Nepomuceno                | CR Flamengo            |
| Jorge Luis ANDRADE da Silva                   | CR Flamengo            |
| Leovegildo Lins da Gama JÚNIOR                | CR Flamengo            |
| RENATO GAÚCHO – Renato Portaluppi             | Grêmio Porto Alegre    |
| SÓCRATES Brasileiro Sampaio                   | Corinthians Paulista   |
| ROBERTO DINAMITA – Carlos Roberto de Oliveira | CR Vasco da Gama       |
| TITA – Milton Queiroz da Paixão               | CR Flamengo            |
| JORGINHO – Jorge Amorim de Oliveira Campos    | SE Palmeiras           |
| JOĂO MARCOS Bueno da Silva                    | SE Palmeiras           |
| PAULO ROBERTO Curtis Costa                    | Grêmio Porto Alegre    |
| TONINHO CARLOS – Antonio Carlos Pires Vieira  | Santos FC              |
| WLADIMIR Rodrigues dos Santos                 | Corinthians Paulista   |
| CHINA – Henrique Valmir da Conceição          | Grêmio Porto Alegre    |
| Carlos RENATO Frederico                       | São Paulo FC           |
| CARECA – Antonio de Oliveira Filho            | São Paulo FC           |
| ÉDER Aleixo de Assis                          | Clube Atlético Mineiro |
| LEIZ Antônio Mendes da Cunha                  | Portuguesa São Paulo   |
| JOÃO PAULO de Lima Filho                      | Santos FC              |
| ACÁCIO Cordeiro Barreto                       | CR Vasco da Gama       |
| GERALDO Pereira                               | Botafogo FR            |
| Milton da Cunha MENDONÇA                      | Botafogo FR            |
| DOUGLAS Huminia Menezes                       | Cruzeiro EC            |
| Trener: Carlos Alberto Gomes PARREIRA         |                        |

### Chile
| Zawodnik                    | Klub                      |
| --------------------------- | ------------------------- |
| Jorge Orlando Aravena Plaza | CD Universidad Católica   |
| Oscar Arriaza               | Naval Talcahuano          |
| Marco Cornez                | CD Palestino              |
| Rodolfo Dubó                | Club Universidad de Chile |
| Rubén Espinoza              | CD Universidad Católica   |
| Leonel Herrera              | CSD Colo-Colo             |
| Oscar Herrera               | Naval Talcahuano          |
| Alejandro Hisis             | CSD Colo-Colo             |
| Osvaldo Heriberto Hurtado   | CD Universidad Católica   |
| Juan Carlos Letelier        | CD Cobreloa               |
| Juan Carlos Orellana        | CD O’Higgins              |
| Marcelo Pacheco             | Naval Talcahuano          |
| Juan Rojas                  | CSD Colo-Colo             |
| Luis Rojas                  | Unión Española            |
| Roberto Rojas               | CSD Colo-Colo             |
| Juan Soto                   | Naval Talcahuano          |
| René Valenzuela             | CD Universidad Católica   |
| Trener: Luis Ibarra         |                           |

### Ekwador
| Zawodnik                     | Klub                       |
| ---------------------------- | -------------------------- |
| Wilson Antonio Armas         | CD El Nacional             |
| Freddy Egberto Bravo         | ?                          |
| Gabriel Cantos               | LDU Portoviejo             |
| Paul „Polo” Fernando Carrera | Deportivo Quito            |
| Hamilton Emilio Cuvi         | AD 9 de Octubre            |
| Carlos Kiko Delgado          | CD El Nacional             |
| Alfredo Encalada             | Deportivo Quito            |
| Carlos Gorosabel             | LDU Quito                  |
| Luis Augusto Granda          | CD El Nacional             |
| Orly Klinger                 | LDU Quito                  |
| Hans Maldonado               | CD El Nacional             |
| José Vicente Moreno          | LDU Quito                  |
| Luis Orlando Narváez         | CD El Nacional             |
| Pedro Marcelo Proaño         | ?                          |
| Tulio Tayron Quinteros       | Barcelona SC               |
| Lupo Cenén Quiñónez          | Manta                      |
| Israel Rodríguez             | Emelec Guayaquil           |
| Milton Rodríguez             | ?                          |
| Bolívar Ruiz                 | LDU Quito                  |
| Carlos René Ron              | ?                          |
| Jorge Vinicio Ron            | Universidad Católica Quito |
| Mario Tenorio                | Barcelona SC               |
| Galo Fidean Vásquez          | Barcelona SC               |
| José Jacinto Vega            | CD El Nacional             |
| José Villafuerte             | CD El Nacional             |
| Trener: Ernesto Guerra       |                            |

### Kolumbia
| Zawodnik                 | Klub                   |
| ------------------------ | ---------------------- |
| Jesús Barrios            | Atlético Junior        |
| Pedro Blanco             | ?                      |
| Oscar Emilio Bolaño      | Atlético Junior        |
| Juan Edgardo Caicedo     | América Cali           |
| Anthony William De Avila | América Cali           |
| José Ernesto Díaz        | Millonarios FC         |
| Miguel Antonio Escobar   | Deportivo Cali         |
| Víctor Espinoza          | ?                      |
| Fernando Fiorillo        | Atlético Junior        |
| Hernán Darío Herrera     | Atlético Nacional      |
| Carlos Mario Hoyos       | ?                      |
| Arnoldo Alberto Iguarán  | Millonarios FC         |
| Víctor Luna              | América Cali           |
| Nolberto Molina          | Millonarios FC         |
| José James Mina          | Independiente Santa Fe |
| Willington José Ortiz    | América Cali           |
| Norberto José Peluffo    | Millonarios FC         |
| Miguel Augusto Prince    | Millonarios FC         |
| Pedro Enrique Sarmiento  | Atlético Nacional      |
| Henry Viáfara            | América Cali           |
| Alex „Didí” Valderrama   | Unión Magdalena        |
| Trener: Efraín Sánchez   |                        |

### Paragwaj
| Zawodnik                 | Klub            |
| ------------------------ | --------------- |
| Gustavo Adolfo Benítez   | Club Olimpia    |
| Roberto Cabañas          | New York Cosmos |
| Rogelio Wilfrido Delgado | Club Olimpia    |
| Roberto Eladio Fernández | Cerro Porteño   |
| Darío Figueredo          | ?               |
| Aldo Florentín           | ?               |
| Pedro Garay              | ?               |
| Ramón Ángel María Hicks  | Club Libertad   |
| Justo Pastor Jacquet     | ?               |
| Alfredo Damián Mendoza   | ?               |
| Fidel Miño               | Club Nacional   |
| Víctor Milcíades Morel   | ?               |
| Carlos Olmedo            | ?               |
| Julio César Romero       | New York Cosmos |
| Oscar Surián             | ?               |
| Juan Bautista Torales    | Club Libertad   |
| Trener:?                 |                 |

### Peru
| Zawodnik                        | Klub                  |
| ------------------------------- | --------------------- |
| Eusebio Alfredo Acasuzo         | Universitario Lima    |
| Jorge Aguayo                    | ?                     |
| Pedro Bonelli                   | ?                     |
| Juan Caballero                  | ?                     |
| José Casanova                   | ?                     |
| Rubén Toribio Díaz              | ?                     |
| Jaime Eduardo Duarte            | Alianza Lima          |
| Raúl García                     | Universitario Lima    |
| Germán Carlos Leguía            | Universitario Lima    |
| Eduardo Hugo Malásquez          | ?                     |
| Alberto Mora                    | ?                     |
| Eduardo Rey Muñoz               | Universitario Lima    |
| Franco Enrique Navarro Monteiro | ?                     |
| Genaro Neyra                    | ?                     |
| Jorge Andrés Olaechea           | ?                     |
| Jorge Ramírez                   | ?                     |
| Pedro Jesús Requena             | ?                     |
| Luis Alberto Reyna              | Club Sporting Cristal |
| Roberto Rojas                   | ?                     |
| José Manuel Velásquez           | Alianza Lima          |
| Trener: Juan José Tan           |                       |

### Urugwaj
| Zawodnik                   | Klub                      |
| -------------------------- | ------------------------- |
| Eduardo Mario Acevedo      | Defensor Sporting         |
| Luis Alberto Acosta        | Montevideo Wanderers      |
| Julio Acuña                | Defensor Sporting         |
| Carlos Alberto Aguilera    | Club Nacional de Football |
| Nelson Agresta             | Sud América Montevideo    |
| Antonio Alzamendi          | Club Nacional de Football |
| Jorge Walter Barrios       | Montevideo Wanderers      |
| Miguel Angel Bossio        | CA Peñarol                |
| Wilmar Rubens Cabrera      | Club Nacional de Football |
| Alfredo De Los Santos      | Defensor Sporting         |
| Víctor Hugo Diogo          | CA Peñarol                |
| Raúl Esnal                 | Montevideo Wanderers      |
| Gustavo Daniel Fernández   | CA Peñarol                |
| Juan Eduardo Ferrari       | Club Nacional de Football |
| Enzo Francescoli           | River Plate               |
| Washington González        | Club Nacional de Football |
| Nelson Daniel Gutiérrez    | CA Peñarol                |
| Roberto Arsenio Luzardo    | Club Nacional de Football |
| Néstor Montelongo          | CA Peñarol                |
| Fernando Morena            | CA Peñarol                |
| Juan Francisco Mühlethaler | Rampla Juniors            |
| Walter Daniel Olivera      | Clube Atlético Mineiro    |
| Víctor Manuel Rabuñal      | CA Bella Vista            |
| Venancio Ariel Ramos       | CA Peñarol                |
| Eliséo Roque Rivero        | Danubio FC                |
| Rodolfo Sergio Rodríguez   | Club Nacional de Football |
| Alberto Raúl Santelli      | Defensor Sporting         |
| Mario Daniel Saralegui     | CA Peñarol                |
| José Luis Sosa             | Club Nacional de Football |
| Carlos Eduardo Vázquez     | CA Bella Vista            |
| Jorge Villazán             | Club Nacional de Football |
| Trener: Omar Borrás        |                           |

### Wenezuela
| Zawodnik                  | Klub                   |
| ------------------------- | ---------------------- |
| Pedro Javier Acosta       | Portugués Caracas      |
| César Baena               | ULA Mérida             |
| Braulen Barboza           | Atlético San Cristóbal |
| Julio Omar Barboza        | Deportivo Táchira      |
| Carlos Betancourt         | Zamora Barinas         |
| Nelson José Carrero       | ULA Mérida             |
| Rodolfo Carvajal          | ULA Mérida             |
| Johnny Castellanos        | Zamora Barinas         |
| Douglas Cedeño            | Mineros Guayana        |
| Robert Ellie              | ULA Mérida             |
| Pedro Juan Febles         | Atlético San Cristóbal |
| Ildemaro Fernández        | Estudiantes Mérida     |
| José Gamboa               | Portugués Caracas      |
| José Milillo              | Estudiantes Mérida     |
| Daniel Nikolac            | Mineros Guayana        |
| Carlos Pérez              | Colegio San Agustín    |
| Alberto Ramos             | Italia Caracas         |
| Franco Rizzi              | Club Italo Venezolano  |
| José Rodríguez            | Lara Barquisimeto      |
| Asdrúbal Sánchez          | ULA Mérida             |
| Nicolás Simonelli         | Atlético San Cristóbal |
| Oscar Torres              | Estudiantes Mérida     |
| René Torres               | ULA Mérida             |
| William Urdaneta          | Lara Barquisimeto      |
| Vicente Vega              | Portuguesa FC          |
| Trener: José Walter Roque |                        |

## Mecze

### Grupa 1

#### Urugwaj–Chile
| URUGWAJ – CHILE 2:1 (1:0) |
| --- |
| 1 września 1983, Montevideo, Estadio Centenario (widzów 30 000)                                                                                  |
| Sędzia: Arnaldo César Coelho |
| URUGWAJ: Rodríguez – Montelongo, Gutiérrez, Acevedo, Agresta – González, Barrios, Cabrera – Luzardo (76 Saralegui), Morena, Acosta (81 Aguilera) |
| CHILE: Cornez – Valenzuela, L.Herrera (Orellana), Espinoza, Dubó – Hisis, Pacheco, L.Rojas – Letelier, Hurtado (J.Rojas), Aravena                |
| Bramki: 1:0 Acevedo 45g, 2:0 Morena 63k, 2:1 Orellana 76                                                                                         |
| Czerwone kartki: Gutiérrez (77) / J.Rojas (77)                                                                                                   |

#### Urugwaj–Wenezuela
| URUGWAJ – WENEZUELA 3:0 (1:0) |
| --- |
| 4 września 1983, Montevideo, Estadio Centenario (widzów 60 000)                                                                               |
| Sędzia: Gabriel González |
| URUGWAJ: Rodríguez – Esnal, Acevedo, Montelongo, Agresta – González, Barrios, Cabrera – Luzardo, Morena (70 Aguilera), Acosta                 |
| WENEZUELA: Baena – R.Torres, Acosta, O.Torres, Betancourt – Ellie, Rodríguez (Simonelli), B.Barboza – Carrero (Castellanos), Carvajal, Febles |
| Bramki: 1:0 Cabrera 35, 2:0 Morena 51k, 3:0 Luzardo 68                                                                                        |
| Czerwone kartki: Acosta (70) / R.Torres (70), Simonelli (85)                                                                                  |

#### Chile–Wenezuela
| CHILE – WENEZUELA 5:0 (3:0) |
| --- |
| 8 września 1983, Santiago, Estadio Nacional (widzów 20 000)                                                                              |
| Sędzia: Enrique Labó |
| CHILE: R.Rojas – Espinoza, Pacheco, Valenzuela, Hisis – L.Rojas (Soto Quintana), Dubó, Aravena – O.Herrera (Letelier), Arriaza, Orellana |
| WENEZUELA: Vega – Ramos (Fernández), Acosta, Ellie, Betancourt – B.Barboza, Rodríguez, Carrero – Castellanos (Milillo), Febles, Carvajal |
| Bramki: 1:0 Arriaza 22, 2:0 Dubó 25, 3:0 Aravena 35, 4:0 Espinoza 51, 5:0 Aravena 83                                                     |
| Czerwone kartki: – / B.Barboza (85) |

#### Chile–Urugwaj
| CHILE – URUGWAJ 2:0 (1:0) |
| --- |
| 11 września 1983, Santiago, Estadio Nacional (widzów 55 000)                                                                             |
| Sędzia: Teodoro Nitti |
| CHILE: R.Rojas – Espinoza, L.Herrera, Valenzuela, Hisis – Dubó, Soto Quintana, L.Rojas – Letelier, Arriaza (Orellana), Aravena           |
| URUGWAJ: Rodríguez – Olivera, Acevedo, Montelongo, Agresta – González, Barrios, Cabrera, De los Santos (70 Aguilera) – Luzardo, Villazán |
| Bramki: 1:0 Dubó 9, 2:0 Letelier 80g |

#### Wenezuela–Urugwaj
| WENEZUELA – URUGWAJ 1:2 (0:0) |
| --- |
| 18 września 1983, Caracas, Estadio Brígido Iriarte (widzów 3 000)                                                                              |
| Sędzia: Carlos Montalván |
| WENEZUELA: Vega – Rodríguez, Acosta, J.Barboza, Betancourt – Sánchez, Rizzi, Ellie – Gamboa (Carrero), Febles, Carvajal (Cedeńo)               |
| URUGWAJ: Rodríguez – Olivera, Acevedo, Montelongo, Agresta (69 Santelli) – González, Barrios, Saralegui (57 Diogo), Cabrera – Aguilera, Acosta |
| Bramki: 0:1 Santelli 74, 1:1 Febles 77, 1:2 Aguilera 87                                                                                        |
| Czerwone kartki: – / Montelongo (55) |

#### Wenezuela–Chile
| WENEZUELA – CHILE 0:0 |
| --- |
| 21 września 1983, Caracas, Estadio Brígido Iriarte (widzów 3 000)                                                                        |
| Sędzia: Elías Jácome |
| WENEZUELA: Baena – Rodríguez, Acosta, J.Barboza, Betancourt – Sánchez, Rizzi, Carrero (Urdaneta), Cedeño – Carvajal (O.Torres), Febles   |
| CHILE: R.Rojas – Espinoza (Soto Quintana), L.Herrera, Dubó, Hisis – Letelier, Valenzuela, Aravena, L.Rojas – Arriaza (Orellana), J.Rojas |

### Grupa 2

#### Ekwador–Argentyna
| EKWADOR – ARGENTYNA 2:2 (0:1) |
| --- |
| 10 sierpnia 1983, Quito, Estadio Atahualpa (widzów 50 000)                                                                        |
| Sędzia: Gilberto Aristizábal |
| EKWADOR: Delgado – Narváez, Armas, Klinger, Maldonado – Vega, Villafuerte, Carrera (Vásquez) – Tenorio, Quiñónez (Ron), Gorosabel |
| ARGENTYNA: Pumpido – Clausen (69 Bujedo), Brown, Jorge, Garré – Giusti, Russo, Sabella, Burruchaga – Ramos (68 Insúa), García     |
| Bramki: 0:1 Burruchaga 40, 0:2 Burruchaga 51, 1:2 Vásquez 68, 2:2 Vega 79w                                                        |

#### Ekwador–Brazylia
| EKWADOR – BRAZYLIA 0:1 (0:1) |
| --- |
| 17 sierpnia 1983, Quito, Estadio Atahualpa (widzów 50 000)                                                                           |
| Sędzia: Alfonso Postigo |
| EKWADOR: Delgado – Narváez, Armas, Klinger, Maldonado – Granda, Vásquez, Vega (Carrera) – Tenorio, Villafuerte, Gorosabel (Quiñónez) |
| BRAZYLIA: Leăo – Leandro, Márcio, Mozer, Junior – Andrade, Renato (China), Tita, Careca – Roberto Dinamita, Jorginho                 |
| Bramki: 0:1 Roberto Dinamita 14 |
| Czerwone kartki: – / Andrade |

#### Argentyna–Brazylia
| ARGENTYNA – BRAZYLIA 1:0 (0:0) |
| --- |
| 24 sierpnia 1983, Buenos Aires, Estadio Monumental (widzów 70 000)                                                                 |
| Sędzia: Juan Daniel Cardellino |
| ARGENTYNA: Fillol – Camino, Mouzo, Trossero, Garré – Ponce, Russo (46 Marangoni), Sabella, Márcico (78 Ramos) – Gareca, Burruchaga |
| BRAZYLIA: Leăo – Paulo Roberto, Mozer, Toninho Carlos, Junior – China, Tita, Renato (Geraldo), Careca – Roberto Dinamita, Jorginho |
| Bramki: 1:0 Gareca 55 |

#### Brazylia–Ekwador
| BRAZYLIA – EKWADOR 5:0 (1:0) |
| --- |
| 1 września 1983, Goiânia, Estádio Serra Dourada (widzów 35 000)                                                                           |
| Sędzia: Luis Gregorio Da Rosa |
| BRAZYLIA: Leăo – Leandro, Márcio (Toninho Carlos), Mozer, Junior – Tita (China), Jorginho, Renato – Renato Gaúcho, Roberto Dinamita, Éder |
| EKWADOR: Delgado – Narváez (Encalada), Armas, Klinger, Maldonado – Vásquez (Cuvi), Granda, Quinteros – Tenorio, Quiñónez, Villafuerte     |
| Bramki: 1:0 Renato Gaúcho 12, 2:0 Roberto Dinamita 46, 3:0 Roberto Dinamita 55, 4:0 Éder 58, 5:0 Tita 60                                  |

#### Argentyna–Ekwador
| ARGENTYNA – EKWADOR 2:2 (0:1) |
| --- |
| 7 września 1983, Buenos Aires, Estadio Monumental (widzów 40 000)                                                                    |
| Sędzia: Juan Daniel Cardellino |
| ARGENTYNA: Fillol – Camino, Mouzo, Trossero, Garré – Ponce (46 Ramos), Marangoni (70 Rinaldi), Sabella, Márcico – Gareca, Burruchaga |
| EKWADOR: Rodríguez – Encalada, Klinger, Armas, Maldonado – Vega, Ruiz, Quinteros – Ron, Quiñónez, Cuvi                               |
| Bramki: 0:1 Quiñónez 44, 1:1 Ramos 50, 1:2 Maldonado 90w, 2:2 Burruchaga 90k                                                         |

#### Brazylia–Argentyna
| BRAZYLIA – ARGENTYNA 0:0 |
| --- |
| 14 września 1983, Rio de Janeiro, Maracanã (widzów 75 000)                                                                                |
| Sędzia: Mario Lira |
| BRAZYLIA: Leăo – Leandro, Márcio, Mozer, Junior – Andrade, Jorginho, Sócrates, Renato Gaúcho – Roberto Dinamita, Éder                     |
| ARGENTYNA: Fillol – Olarticoechea, Brown, Trossero, Garré – Russo, Marangoni, Sabella (65 Ramos), Márcico (82 Ponce) – Gareca, Burruchaga |

### Grupa 3

#### Boliwia–Kolumbia
| BOLIWIA – KOLUMBIA 0:1 (0:0)                                                                                               |
| --- |
| 14 sierpnia 1983, La Paz, Estadio Hernando Siles (widzów 40 000)                                                           |
| Sędzia: Gabriel González                                                                                                   |
| BOLIWIA: Terrazas – Vargas, Pérez, Vaca, Urizar – Camacho, Villarroel, Romero, Borja (Salinas) – Mezza, Aguilar (Rojas)    |
| KOLUMBIA: Mina – Bolaño, Molina, Viáfara, Luna – Iguarán, Herrera (Ortiz), Sarmiento, Caicedo – Valderrama, Díaz (Barrios) |
| Bramki: 0:1 Valderrama 73                                                                                                  |

#### Peru–Kolumbia
| PERU – KOLUMBIA 1:0 (0:0) |
| --- |
| 17 sierpnia 1983, Lima, Estadio Nacional (widzów 30 000)                                                                          |
| Sędzia: José Luis Martínez Bazán                                                                                                  |
| PERU: Acasuzo – Ramírez, Requena, Díaz (69 Casanova), Rojas – Velásquez, Leguía, Reyna (65 Bonelli) – Malásquez, Navarro, Muńoz   |
| KOLUMBIA: Mina – Bolaños, Molina, Viáfara (72 Escobar), Luna – Díaz, Herrera, Sarmiento, Caicedo – Barrios (75 De Avila), Iguarán |
| Bramki: 1:0 Navarro 77 |

#### Boliwia–Peru
| BOLIWIA – PERU 1:1 (0:0) |
| --- |
| 21 sierpnia 1983, La Paz, Estadio Hernando Siles (widzów 45 000)                                                                  |
| Sędzia: Jorge Eduardo Romero |
| BOLIWIA: Terrazas – Vargas, Coimbra, Urizar, Arias – Melgar, Castillo, Romero, Paniagua – Mezza, Rojas                            |
| PERU: Acasuzo – Ramírez, Duarte (70 Casanova), Requena, Aguayo – Velásquez, Bonelli, Leguía (76 Mora) – Malásquez, Neyra, Navarro |
| Bramki: 1:0 Romero 65, 1:1 Navarro 89                                                                                             |

#### Kolumbia–Peru
| KOLUMBIA – PERU 2:2 (0:1) |
| --- |
| 28 sierpnia 1983, Bogotá, Estadio El Campín (widzów 50 000)                                                                        |
| Sędzia: Arnaldo César Coelho |
| KOLUMBIA: Mina – Bolaño, Molina, Prince, Luna – Herrera (50 Fiorillo), Díaz, Caicedo (72 Peluffo), Sarmiento – Iguarán, Valderrama |
| PERU: Acasuzo – Ramírez, Requena, Duarte, Rojas – Velásquez, Leguía, Reyna (84 Mora) – Malásquez, Navarro, Caballero               |
| Bramki: 0:1 Malásquez 25k, 1:1 Prince 46, 2:1 Fiorillo 69, 2:2 Caballero 85                                                        |

#### Kolumbia–Boliwia
| KOLUMBIA – BOLIWIA 2:2 (1:0)                                                                                                 |
| --- |
| 31 sierpnia 1983, Bogotá, Estadio El Campín (widzów 45 000)                                                                  |
| Sędzia: José Vergara |
| KOLUMBIA: Zape – Bolaño, Molina, Prince, Luna – Herrera (Peluffo), Díaz, Caicedo, Sarmiento (Iguarán) – Fiorillo, Valderrama |
| BOLIWIA: Terrazas – Vaca, Urizar, Coimbra, Arias – Castillo, Melgar, Salinas – Paniagua (Rojas), Mezza (Borja), Romero       |
| Bramki: 1:0 Valderrama 2, 2:0 Molina 60k, 2:1 Melgar 78, 2:2 Rojas 80                                                        |

#### Peru–Boliwia
| PERU – BOLIWIA 2:1 (2:0) |
| --- |
| 4 września 1983, Lima, Estadio Nacional (widzów 50 000)                                                                                       |
| Sędzia: Guillermo Budge |
| PERU: Acasuzo – Ramírez, Requena, García, Duarte (46 Ramírez) – Rojas, Velásquez, Leguía, Reyna (68 Casanova) – Malásquez, Navarro, Caballero |
| BOLIWIA: Terrazas – Vargas, Coimbra, Pérez, Vaca – Urizar, Melgar, Salinas – Paniagua (Rojas), Mezza, Romero                                  |
| Bramki: 1:0 Leguía 6, 2:0 Caballero 21, 2:1 Paniagua 46                                                                                       |

### Półfinały

#### Peru–Urugwaj
| PERU – URUGWAJ 0:1 (0:0) |
| --- |
| 13 października 1983, Lima, Estadio Nacional (widzów 28 000)                                                                                   |
| Sędzia: Sergio Vásquez |
| PERU: Acasuzo – Duarte, Requena, Aguayo, Díaz – Olaechea, Velásquez, Reyna (73 Casanova) – Muñoz (58 Malásquez), Navarro, Caballero            |
| URUGWAJ: Rodríguez – Diogo, Gutiérrez, Acevedo, Agresta – González, Barrios, Cabrera – Aguilera (80 Saralegui), Francéscoli, Acosta (77 Ramos) |
| Bramki: 0:1 Aguilera 65 |
| Uwagi: w 79 minucie bramkarz urugwajski Rodríguez obronił rzut karny egzekwowany przez Navarro                                                 |

#### Paragwaj–Brazylia
| PARAGWAJ – BRAZYLIA 1:1 (0:0)                                                                                                  |
| --- |
| 13 października 1983, Asunción, Estadio Defensores del Chaco (widzów 55 000)                                                   |
| Sędzia: Gastón Castro |
| PARAGWAJ: Fernández – Figueredo, Surián, Delgado, Torales – Benítez (Olmedo), Florentín, Romero, Hicks (Miño) – Morel, Mendoza |
| BRAZYLIA: Leăo – Paulo Roberto, Márcio, Mozer, Junior – Andrade, Jorginho, Tita (Renato), Renato Gaúcho – Careca, Éder         |
| Bramki: 1:0 Morel 70, 1:1 Éder 88                                                                                              |

#### Urugwaj–Peru
| URUGWAJ – PERU 1:1 (0:1) |
| --- |
| 20 października 1983, Montevideo, Estadio Centenario (widzów 58 000)                                                                           |
| Sędzia: Arturo Ithurralde |
| URUGWAJ: Rodríguez – Diogo, Gutiérrez, Acevedo, Agresta – González, Barrios, Cabrera – Aguilera (75 Saralegui), Francéscoli, Acosta (71 Ramos) |
| PERU: Acasuzo – Duarte, Requena, Aguayo, Díaz – Olaechea, Velásquez, Leguía – Malásquez, Navarro, Caballero                                    |
| Bramki: 0:1 Malásquez 24g, 1:1 Cabrera 49g |
| Czerwone kartki: Saralegui (85) / Duarte (85)                                                                                                  |

#### Brazylia–Paragwaj
| BRAZYLIA – PARAGWAJ 0:0 |
| --- |
| 20 października 1983, Uberlandia, Estádio Parque do Sabiá (widzów 58 000)                                                           |
| Sędzia: Arturo Ithurralde |
| BRAZYLIA: Leăo – Leandro, Mozer, Junior, Márcio – Andrade, Jorginho, Renato (Tita), Renato Gaúcho (Careca) – Roberto Dinamita, Éder |
| PARAGWAJ: Fernández – Surián, Delgado, Torales, Benítez – Jacquet, Romero, Olmedo, Morel (Mendoza (Garay)) – Florentín, Cabañas     |
| Czerwone kartki: Andrade (79) / Cabañas (79)                                                                                        |
| Uwagi: Brazylia awansowała do finału po losowaniu                                                                                   |

### Finał

#### Urugwaj–Brazylia
| URUGWAJ – BRAZYLIA 2:0 (1:0) |
| --- |
| 27 października 1983, Montevideo, Estadio Centenario (widzów 65 000)                                                                        |
| Sędzia: Héctor Ortiz |
| URUGWAJ: Rodríguez – Diogo, Gutiérrez, Acevedo, Agresta – González, Barrios, Cabrera – Aguilera (85 Bossio), Francéscoli, Acosta (75 Ramos) |
| BRAZYLIA: Leăo – Leandro, Márcio, Mozer, Junior – China (60 Tita), Jorginho, Renato – Renato Gaúcho, Roberto Dinamita, Éder                 |
| Bramki: 1:0 Francéscoli 41w, 2:0 Diogo 80                                                                                                   |

#### Brazylia–Urugwaj
| BRAZYLIA – URUGWAJ 1:1 (1:0) |
| --- |
| 4 listopada 1983, Salvador, Estádio Fonte Nova (widzów 95 000)                                                                                  |
| Sędzia: Edison Pérez |
| BRAZYLIA: Leăo – Paulo Roberto, Márcio, Mozer, Junior – China, Jorginho, Sócrates – Tita (77 Renato Gaúcho), Roberto Dinamita (43 Careca), Éder |
| URUGWAJ: Rodríguez – Diogo, Gutiérrez, Acevedo, Agresta – González, Barrios, Cabrera – Aguilera (82 Bossio), Francéscoli, Acosta (46 Ramos)     |
| Bramki: 1:0 Jorginho 23, 1:1 Aguilera 77g |

## Podsumowanie

### Grupa 1
| 1 września Montevideo |  | Urugwaj | 2 | – | 1 (1-0) | Chile |

| 4 września Montevideo |  | Urugwaj | 3 | – | 0 (1-0) | Wenezuela |

| 8 września Santiago |  | Chile | 5 | – | 0 (3-0) | Wenezuela |

| 11 września Santiago |  | Chile | 2 | – | 0 (1-0) | Urugwaj |

| 18 września Caracas |  | Wenezuela | 1 | – | 2 (0-0) | Urugwaj |

| 21 września Caracas |  | Wenezuela | 0 | – | 0 | Chile |

#### Tabela końcowa
Grupa 1
| M | Reprezentacja | L.m. | Zw. | Rem. | Por. | Bramki | R.br. | Pkt |
| 1 | Urugwaj       | 4    | 3   | 0    | 1    | 7:4    | +3    | 6   |
| 2 | Chile         | 4    | 2   | 1    | 1    | 8:2    | +6    | 5   |
| 3 | Wenezuela     | 4    | 0   | 1    | 3    | 1:10   | -9    | 1   |

### Grupa 2
| 10 sierpnia Quito |  | Ekwador | 2 | – | 2 (0-1) | Argentyna |

| 17 sierpnia Quito |  | Ekwador | 0 | – | 1 (0-1) | Brazylia |

| 24 sierpnia Buenos Aires |  | Argentyna | 1 | – | 0 (0-0) | Brazylia |

| 1 września Goiânia |  | Brazylia | 5 | – | 0 (1-0) | Ekwador |

| 7 września Buenos Aires |  | Argentyna | 2 | – | 2 (0-1) | Ekwador |

| 14 września Rio de Janeiro |  | Brazylia | 0 | – | 0 | Argentyna |

#### Tabela końcowa
Grupa 2
| M | Reprezentacja | L.m. | Zw. | Rem. | Por. | Bramki | R.br. | Pkt |
| 1 | Brazylia      | 4    | 2   | 1    | 1    | 6:1    | +5    | 5   |
| 2 | Argentyna     | 4    | 1   | 3    | 0    | 5:4    | +1    | 5   |
| 3 | Ekwador       | 4    | 0   | 2    | 2    | 4:10   | -6    | 2   |

### Grupa 3
| 14 sierpnia La Paz |  | Boliwia | 0 | – | 1 (0-0) | Kolumbia |

| 17 sierpnia Lima |  | Peru | 1 | – | 0 (0-0) | Kolumbia |

| 21 sierpnia La Paz |  | Boliwia | 1 | – | 1 (0-0) | Peru |

| 28 sierpnia Bogota |  | Kolumbia | 2 | – | 2 (0-1) | Peru |

| 31 sierpnia Bogota |  | Kolumbia | 2 | – | 2 (1-0) | Boliwia |

| 4 września Lima |  | Peru | 2 | – | 1 (2-0) | Boliwia |

#### Tabela końcowa
Grupa 3
| M | Reprezentacja | L.m. | Zw. | Rem. | Por. | Bramki | R.br. | Pkt |
| 1 | Peru          | 4    | 2   | 2    | 0    | 6:4    | +2    | 6   |
| 2 | Kolumbia      | 4    | 1   | 2    | 1    | 5:5    | 0     | 4   |
| 3 | Boliwia       | 4    | 0   | 2    | 2    | 4:6    | -2    | 2   |

### Półfinały
| 13 października Lima |  | Peru | 0 | – | 1 (0-0) | Urugwaj |

| 20 października Montevideo |  | Urugwaj | 1 | – | 1 (0-1) | Peru |

| 13 października Asuncion |  | Paragwaj | 1 | – | 1 (0-0) | Brazylia |

| 20 października Uberlandia |  | Brazylia | 0 | – | 0 | Paragwaj |

### Finał
| 27 października Montevideo |  | Urugwaj | 2 | – | 0 (1-0) | Brazylia |

| 4 listopada Salvador |  | Brazylia | 1 | – | 1 (1-0) | Urugwaj |

Trzydziestym drugim triumfatorem turnieju Copa América został po raz dwunasty zespół Urugwaju.

### Strzelcy bramek
| Gole | Piłkarze |
| ---- | --- |
| 3    | Burruchaga Roberto Dinamita Aguilera Malásquez |
| 2    | Éder Aravena, Dubó Valderrama Caballero, Navarro Cabrera, Morena |
| 1    | Gareca, Ramos Melgar, Paniagua, Rojas, Romero Jorginho, Renato Gaúcho, Tita Arriaza, Espinoza, Letelier, Orellana Fiorillo, Molina, Prince Maldonado, Quińónez, Vázquez, Vega Morel Leguía Acevedo, Diogo, Francéscoli, Luzardo, Santelli Febles |

### Sędziowie
| Mecze | Sędziowie |
| ----- | --- |
| 2     | Arnaldo César Coelho Gabriel González Juan Daniel Cardellino |
| 1     | Arturo Ithurralde, Juan Carlos Loustau, Teodoro Nitti, Jorge Eduardo Romero Guillermo Budge, Gastón Castro, Mario Lira, Sergio Vásquez Gilberto Aristizábal Elías Jácome Héctor Ortiz Enrique Labó, Carlos Montalván, Edison Pérez, Alfonso Postigo Luis Gregorio da Rosa, José Luis Martínez Bazán José Vergara |